# Monumento a Carlo Porta (Giardini pubblici)
Il monumento a Carlo Porta era una scultura in marmo realizzata nel 1862 da Alessandro Puttinati e posta nei giardini pubblici a Milano.
Esiste oggi un rifacimento in bronzo realizzato nel 1966.

## Originale in marmo
Tra il 1857 e il 1858 venne proposta la realizzazione della statua a Carlo Porta, insigne poeta milanese. Ottenuta l'autorizzazione dall'autorità austriaca, il comune di Milano nel 1858 concesse il posizionamento della statua all'interno dei giardini pubblici. La sottoscrizione si trova pubblicizzata nel 1859, ma fu ostacolata dagli eventi bellici.
Interpreti i sottoscritti del voto manifestato da molti di voler concorrere a tributare un giusto omaggio a così illustre Poeta, si onorano d'invitare i loro concittadini, non che tutti gli estimatori delle glorie italiane a voler partecipare coi propri mezzi e col proprio nome a questa associazione di patria riconoscenza, e ciò colle seguenti condizioni:
1. Il monumento consistente in una Statua Colossale con suo basamento, sarà eretto a spese d'una società d'Azionisti.
2. Il valore di ciascuna azione è stabilito in fiorini due valuta nuova austriaca.
3. Le sottoscrizioni non saranno obbligatorie se non raggiunto almeno il numero di 1500 azioni, nel qual caso verrà esatto il denaro a domicilio dei sottoscrittori da persona a ciò incaricata e deposto presso la Ditta Bancaria Giulio Bellinzaghi.
4. Ottenuto il numero suindicato, i signori Azionisti saranno invitati ad un'adunanza generale nella quale il voto della maggioranza eleggerà una Commissione incaricata di stabilire le norme per l'esecuzione del Monumento e sorvegliarne l'adempimento.

Milano, il 25 gennaio 1859.
I Promotori: Ignazio Vigoni, Giulio Bellinzaghi, Giovanni d'Adda, Pietro Caglio, Carlo Prinetti, Giovanni Visconti Venosta, Carlo Taverna, Giovanni Cagnola.»
(Avviso in L'Uomo di Pietra)
Il 12 gennaio 1860 il progetto fu proseguito ed ebbe nuovi finanziamenti anche grazie a una sottoscrizione municipale aperta nel settembre di quell'anno. La realizzazione, affidata al Puttinati, prevedeva una statua in marmo alta 2,80 metri (4,45 metri compresa la base). Fu posta su un'isoletta dei giardini pubblici all'inizio di ottobre del 1862 «senza forma di solennità, come opera privata di alcuni cittadini».
Sulla base era inciso "A / CARLO PORTA / POETA MILANESE".
(Descrizione del 1867)
La statua fu distrutta dai bombardamenti del 1943.

## Galleria d'immagini

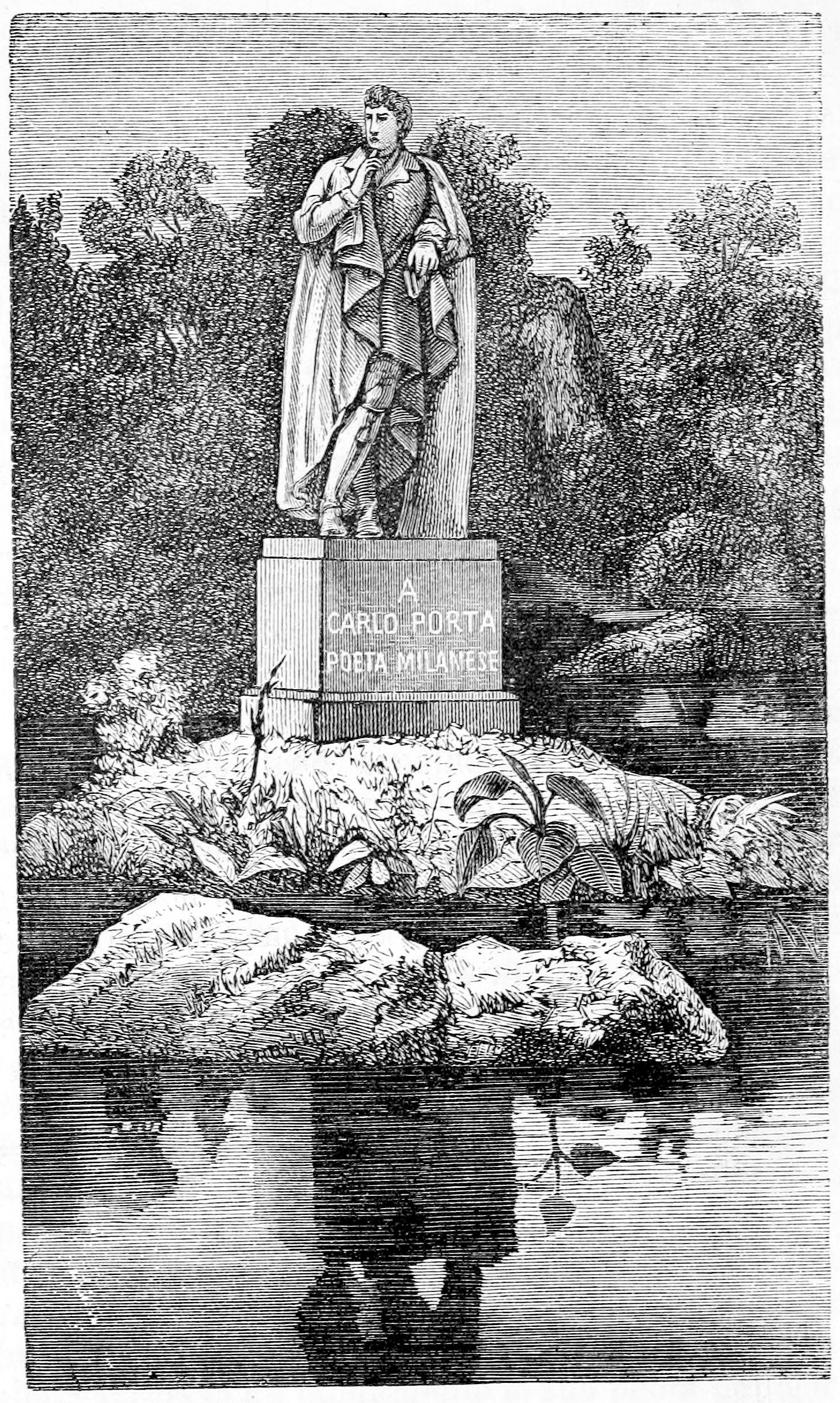
Disegno del 1869
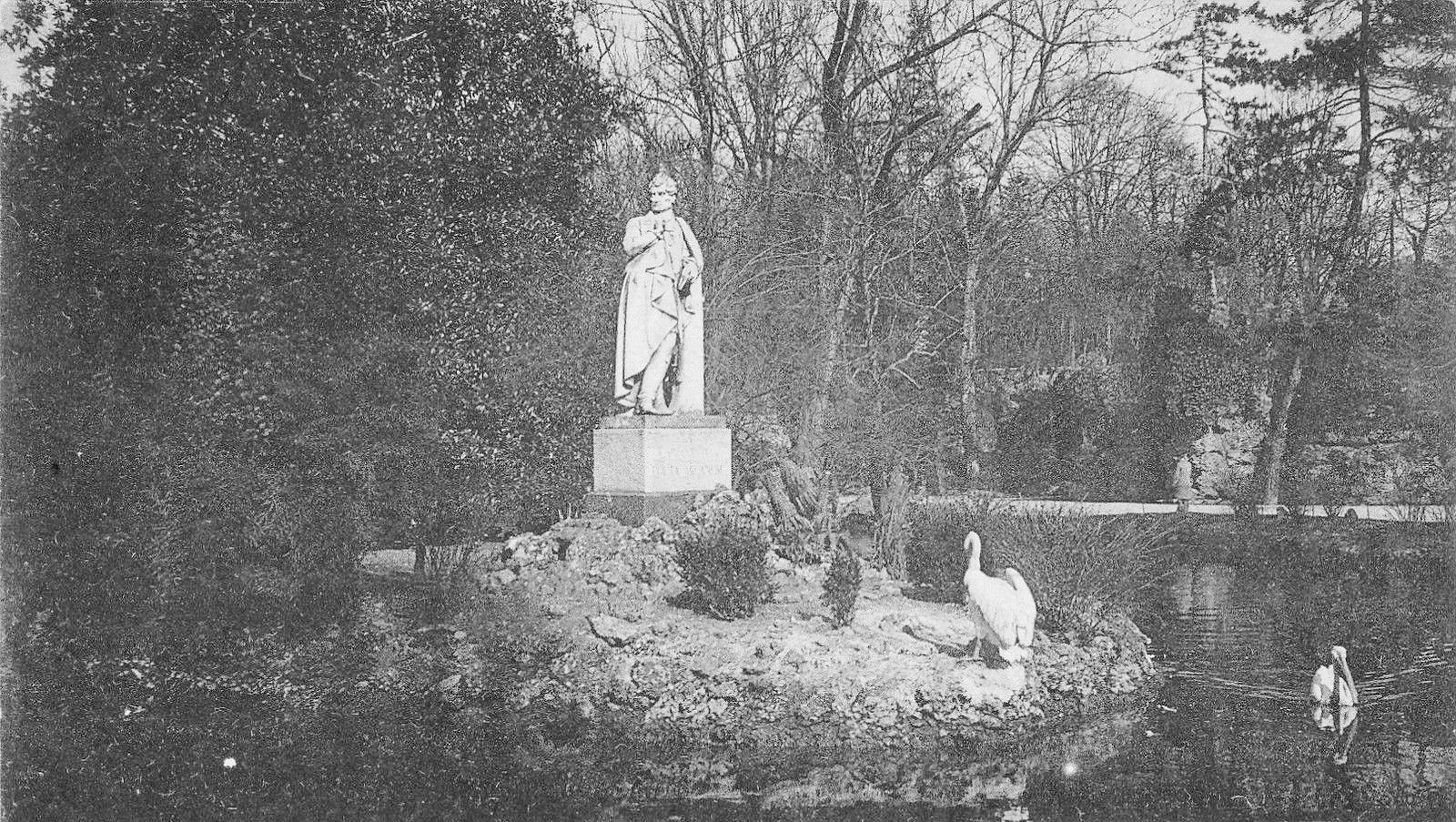
Cartolina del 1902
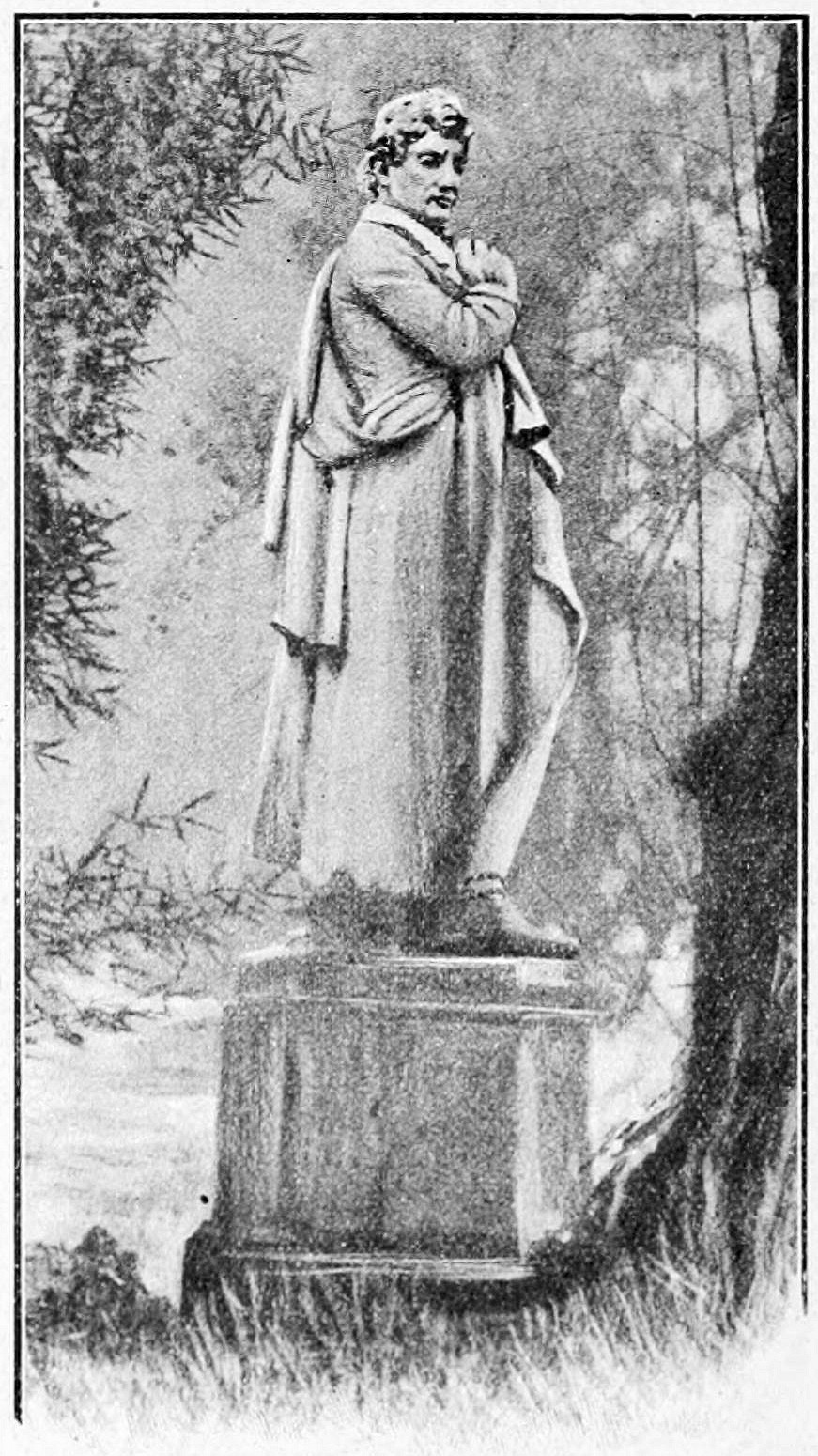
Disegno del 1921

## La copia in bronzo
La statua oggi esistente al Verziere è una riproduzione in bronzo della statua del Puttinati, basata sui suoi disegni. Fu realizzata nel 1966 dallo scultore modenese Ivo Soli.
Sulla base è presente l'iscrizione "A / CARLO PORTA / I MILANESI / 1966".